# ماناك
ماناك هي بلدة في مقاطعة خوجه آباد في ولاية أنديجان في أوزبكستان.